# The Growing Pains of Adrian Mole
Adrian Mole na Crise da Adolescência (The Growing Pains of Adrian Mole), é um romance escrito por Sue Townsend. É o segundo livro da série Adrian Mole,  seguido de O diário secreto de um adolescente. Ele foca nas preocupações e lamentações de um adolescente (supostamente) intelectual.
O livro é escrito na forma de diário, iniciando em 1982 e terminando na metade de 1983. Os acontecimentos mais marcantes nesse volume são: o rompimento e mais tarde a reconciliação com Pandora, a fuga de casa e em seguida o seu esgotamento nervoso, o nascimento de sua irmã Rosie Mole e a sua preocupação total com os exames do Nível 0 e a guerra nuclear.

## Enredo
Adrian Mole é um estranho que sente que a razão pela qual ele não consegue se estabelecer na sociedade "normal" deve-se ao fato de ele ser um intelectual. Isto fica evidente no começo de seu diário onde ele demonstra um interesse precoce pela literatura, pela esquerda política, o desejo de que a sua própria poesia seja apresentada na BBC, seu desgosto pela Primeira-Ministra Margaret Thatcher e suas frequentes críticas aos seus colegas de escola sem cultura e aos seus familiares.
A família desfuncional de Adrian, como em O diário secreto de um adolescente é um dos enfoques do livro. Ao mesmo tempo que as entradas de Adrian são cheias de humor, sarcasmos e ironias, elas também abordam a grande confusão e desilusão com a relação disfuncional entre os seus pais. Às vezes as entradas do diário o mostram como um garoto ingênuo e em outras muito franco; e outras vezes cheio de auto-piedade. Como um filho único (até o começo do livro), Adrian tem a tendência de ver todos os seus problemas de um ponto de vista egoísta, ainda que pareça que ele tenha uma compaixão verdadeira por toda a sua família. Ainda que muitos devam ter a mesma cultura de Adrian e o mesmo nível de disfunção familiar, estas entradas são relembradas de tal maneira que torna-se fácil de serem enfatizadas pelo jovem escritor.
Este livro também dá continuidade as crescentes frustrações de Adrian com o seu corpo. Ele constantemente escreve sobre as espinhas que agravam o seu complexo e sobre sua auto-estima em relação ao seu tamanho e mudanças no corpo.
Embora Adrian pareça um pouco centrado em si mesmo em alguns aspectos da vida (e é difícil não perceber isso em seu diário) ele é mais compassivo do que a maioria dos homens mais jovens. Ele é o único amigo e o frequente zelador de um senhor octagenário, e também demonstra uma grande preocupação e compaixão pelos desafortunados e por seus pais, e respeito pelas autoridades e sua avó.

## Adaptação para televisão

### Transmissão em Portugal
A série ficou conhecida por Adrian Mole na Crise da Adolescência e estreou no dia 9 de Agosto de 1988 na RTP2.
- Terças-feiras, 21h30, de 09-08-1988[1] até 13-09-1988[1].